# I Don’t Want to Miss a Thing
I Don’t Want to Miss a Thing – singiel amerykańskiego zespołu muzycznego Aerosmith, wydany 18 sierpnia 1998 i wykorzystany w ścieżce dźwiękowej do filmu Armageddon z 1998. Piosenkę napisała Diane Warren, a za produkcję odpowiadał Matt Serletic.
Piosenka uznawana jest za największy przebój w dorobku zespołu, trafiła na pierwsze miejsca list przebojów w kilku państwach na świecie, w tym m.in. w Stanach Zjednoczonych, Australii, Austrii, Niemczech, Norwegii i Szwajcarii.
Do piosenki został zrealizowany oficjalny teledysk, który osiągnął wynik ponad 186 mln wyświetleń na oficjalnym kanale zespołu w serwisie YouTube. Reżyserią zajął się Francis Lawrence. W klipie gościnnie wystąpiła Liv Tyler.

## Lista utworów
Singel CD/Singel 7″
1. „I Don’t Want to Miss a Thing” – 4:58
2. „Animal Crackers” – 2:36
3. „Taste of India” (Rock Remix) – 5:52

## Notowania

### Pozycje na cotygodniowych listach sprzedaży
| Lista (1998)                           | Pozycja |
| -------------------------------------- | ------- |
| European Hot 100                       | 1       |
| Australia                              | 1       |
| Austria                                | 1       |
| Belgia (Flandria)                      | 3       |
| Belgia (Walonia)                       | 4       |
| Finlandia                              | 3       |
| Francja                                | 8       |
| Hiszpania                              | 45      |
| Holandia (Single Top 100)              | 3       |
| Japonia                                | 96      |
| Kanada                                 | 2       |
| Niemcy                                 | 1       |
| Norwegia                               | 1       |
| Stany Zjednoczone (Hot 100)            | 1       |
| Stany Zjednoczone (Adult Contemporary) | 13      |
| Stany Zjednoczone (Adult Top 40)       | 2       |
| Stany Zjednoczone (Hot Latin Songs)    | 14      |
| Stany Zjednoczone (Latin Pop Songs)    | 5       |
| Stany Zjednoczone (Mainstream Top 40)  | 1       |
| Stany Zjednoczone (Rhythmic)           | 25      |
| Szwajcaria                             | 1       |
| Szwecja                                | 2       |
| Wielka Brytania                        | 4       |
| Włochy                                 | 1       |